# Pabstiella biriricensis
Pabstiella biriricensis Chiron & Ximenes Bolsanello é uma orquídea descrita na revista científica Richardiana.